# Aphis longirostris
Aphis longirostris är en insektsart som först beskrevs av Carl Julius Bernhard Börner 1950.  I den svenska databasen Dyntaxa används istället namnet Aphis longirostrata. Aphis longirostris ingår i släktet Aphis och familjen långrörsbladlöss. Arten är reproducerande i Sverige. Inga underarter finns listade i Catalogue of Life.